# Bănița
Bănița (en hongrois : Banica, en allemand : Bansdorf) est une commune du Județ de Hunedoara en Transylvanie, (Roumanie).